# Durón
Durón es un municipio y localidad española de la provincia de Guadalajara, en la comunidad autónoma de Castilla-La Mancha. El término municipal tiene una población de 111 habitantes (INE 2024).

## Geografía

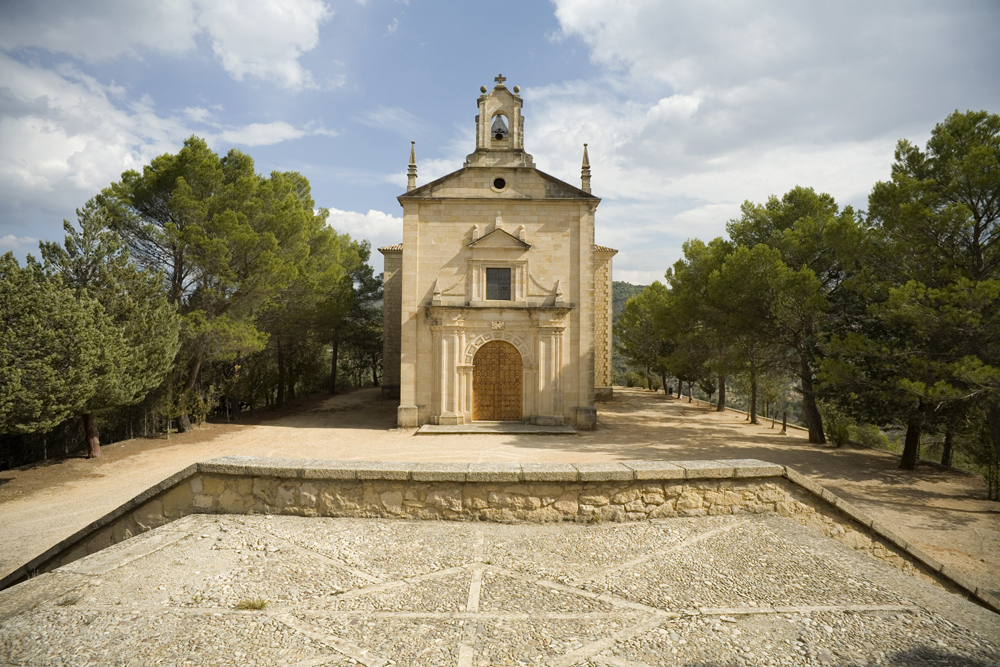
Ermita de Nuestra Señora de la Esperanza

El pueblo se emplaza en la confluencia de varios cursos de agua muy encajados en barrancos (con formas de erosión kárstica, destacando la llamada Zangosta u Hoz Angosta y el Granillo de Sal), en el límite de contacto entre la Alcarria (entendida topográficamente, como meseta o llanura elevada, además de denominar la comarca entera) y la ribera del río Tajo, en la actualidad ocupada por el embalse de Entrepeñas que al construirse anegó el antiguo puente y la ermita de Nuestra Señora de la Esperanza, trasladada a la Olla Espesa, un cerro testigo próximo (1953).
La vegetación y los cultivos son los propios del clima mediterráneo del interior, atemperado o extremado por la disposición en solana o umbría de las cuestas o la cercanía al río, dándose algunos frutales (cerezos). Existe una yesería (explotación artesanal de yeso) abandonada.

## Historia
Desde la reconquista de la población, a principios del siglo XII, la aldea de Durón perteneció al alfoz de la villa de Atienza y fue cabeza de uno de sus sexmo, al que pertenecían otras poblaciones hoy más habitadas, como la vecina Budia (ver la trayectoria histórica común en ese artículo). 
El rey Juan II de Castilla desgajó su jurisdicción el 24 de abril de 1437 para donársela a su consejero Gómez Carrillo y a su esposa María, nieta del rey Pedro I el Cruel.
Se conservan varias casas blasonadas de los siglos XVI al XVIII, entre ellas la de los Baquero de Lirueña, familia de escribanos que ocupó altos cargos en el Santo Oficio y en las Audiencias, sita en la calle Mesones, 13. 
Es tradición que existió un convento de templarios en las ruinas de la ermita de Santo Domingo de Guzmán.

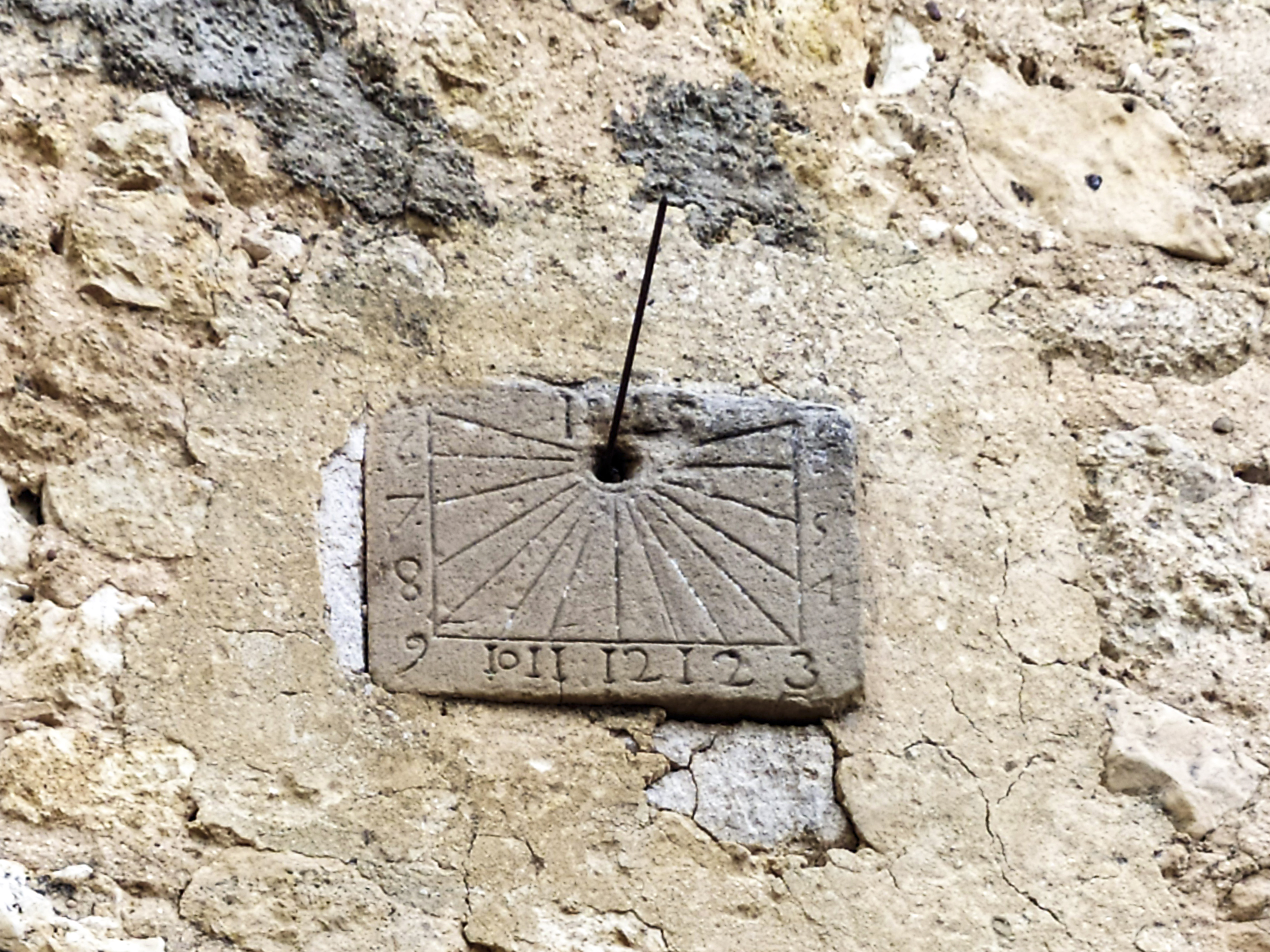
Reloj de sol

Los acontecimientos históricos con más trascendencia documental fueron probablemente los sucesivos milagros que siguieron a la aparición de la Virgen María sobre una encina al vecino Fernando Villafaña, suceso ocurrido en 1350, en lo más crudo de la crisis demográfica de la Peste Negra y que dio origen a la ermita citada. El edificio actual es obra de Juan García Ochaíta (1629) y Pedro Villa Monchalian (1700). La iglesia parroquial también es del siglo XVII y de estilo barroco (hay una inscripción en la torre del año 1693), como una fuente con mascarón de bronce. Se conserva una picota del siglo XVI.
Las respuestas de la villa de Durón al Catastro de Ensenada (realizadas por el párroco José Marcos de Utrilla, Juan Tamayo, alcalde ordinario del estado noble, Juan Antonio Alameda, alcalde ordinario del estado general, regidores, síndicos, diputados y capitulares del ayuntamiento) confirman que a 31 de julio de 1752 la población era muy superior a la del siglo XX. Teniendo en cuenta que el concepto de vecino debe multiplicarse por todos los miembros de la familia para hallar los habitantes, había "ciento setenta y cinco vecinos estantes y habitantes en ella de ambos sexos [es decir, también las mujeres cuando estas sean cabeza de familia] y todos estados y de tres ausentes de casa abierta en ella", dos de ellos exentos de impuestos por ser hidalgos, y uno de vecindad discutida (residente en Budia); "todos cuyos vecinos son seculares y cabezas de familia". Se contabilizaban "doscientas sesenta y cuatro casas y prediales, a saber ciento sesenta y tres alquiladas, treinta y seis desalquiladas y sin habitar, siete arruinadas, cincuenta y cinco bodegas y tres pajares... en el pago de la Nava, un predio rústico inhabitable".
Hacia mediados del siglo XIX, el lugar tenía contabilizada una población de 479 habitantes. La localidad aparece descrita en el séptimo volumen del Diccionario geográfico-estadístico-histórico de España y sus posesiones de Ultramar de Pascual Madoz de la siguiente manera:

DURON: v. con ayunt. en la prov. de Guadalajara (6 leguas), part. jud. de Cifuentes (3), aud. terr. de Madrid (15), c. g. de Castilla la Nueva, dióc. de Sigüenza (9). sit.: en la pendiente de un cerro coronado de enormes peñascos, le combaten libremente los vientos, y las enfermedades mas comunes son: fiebres intermitentes, dolores artríticos y pulmonias: tiene 132 casas, divididas en 2 barrios por un arroyuelo de curso perenne; la de ayunt. con cárcel, escuela de instruccion primaria, concurrida por 30 alumnos á cargo de un maestro dotado con 1,230 rs. de los fondos públicos y 291 de unos censos; un hospital en el que se recogen los pobres transeuntes; una fuente de buenas aguas, aunque de escaso caudal; un molino aceitero y una igl. parr. (Sta. Maria de la Cuesta), servida por un cura cuya plaza es de provision real y ordinaria; hay ademas 2 capellanes; el cementerio se halla en posicion que no ofende á la salubridad pública; fuera de la poblacion, pero inmediatas á la misma, se encuentran 3 ermitas (Ntra. Sra. de la Soledad, San Roque y Sta. Bárbara): terr.: confina N. Gualda y Valdelagua; E. Manuel y Chillaron; San Alocén, y O. Budia y el Olivar: dentro de esta circunferencia se hallan al NE. á la dist. de 3/4 de leg., 1 ermita dedicada á Sto. Domingo, al E. y á 1/4 de hora un bonito santuario dedicado á Ntra. Sra. de la Esperanza, con una casa de campo que habita un ermitaño; á las inmediaciones de la indicada ermita de Sto. Domingo hay una casa de campo titulada La Nava en una hermosa esplanada con cerca de piedra; tiene todas las comodidades que son de desear; entre ellas oratorio con la advocacion de Ntra. Sra. de las Angustias, y á sus inmediaciones una huerta, un buen plantío de olivos y viñedo, una hermosa fuente que ademas de proveer á las necesidades domésticas, sirve para regar la huerta; hay tambien una bodega y una era de pan trillar; esta magnífica posesion se hizo á espensas del Ilmo. Sr. D. Pedro Inocencio Bejarano, obispo de Sigüenza, el cual se retiraba á ella en las temporadas del estío: en la actualidad la habita en calidad de mayordomo, un eclesiástico con varios criados de labranza; el terreno participa de monte y llano, en lo general es flojo, pedregoso y de secano: tiene algunos trozos de bastante miga y mas feraces; hay buenos bosques de encina con escelentes pastos; le bañan el arroyo de que queda hecho mérito, y el r. Tajo, cuyas aguas, por su profundo cauce, no pueden utilizarse para el riego. caminos: los locales todos de herradura y en mediano estado. correo: se recibe y despacha en la estafeta de Budia por un propio. prod. trigo, cebada, avena, legumbres, vino, aceite y alguna fruta; se cría ganado lanar, cabrio, mular y asnal; hay caza de perdices, conejos y liebres, algunos corzos y venados, muchas zorras, lobos y garduñas; pesca de barbos, anguilas y truchas: ind. la agrícola, un molino harinero, otro de aceite, 2 telares de lienzos ordinarios y alguno de los oficios y artes mecánicas mas indispensables. comercio: esportacion de vino y aceite, é importacion de los artículos de consumo que faltan, de los cuales se surte el vecindario en los mercados de Brihuega, Budia, Sacedon y Cifuentes. pobl.: 149 vec., 479 alm. cap. prod.: 2.822,250 rs. imp.: 225,780. contr.: 19,289. presupuesto municipal: 7,600 rs. se cubre con los fondos de propios y reparto vecinal.
(Madoz, 1847, p. 428)

## Escudo
Sin haber constancia de ningún uso antiguo de escudo de la villa, ni existir en ningún documento ni edificio, la renovación de la vida municipal con la democracia estimuló la búsqueda de signos identificativos, y se pidió un informe (el documento es de 1985) para la creación de un escudo que representara la historia del pueblo. Se eligieron las armas del marqués de Canete (que une las de la familia de Mendoza y las de La Cerda, que son las reales de Francia). 

el Escudo Heráldico Municipal que debe corresponder a Durón, queda así organizado, y así deberá ser representado en lo sucesivo: escudo español, partido en sotuer, al primero y cuarto, banda de gules fileteada en oro sobre campo de sinople, y al segundo y tercero campo de oro con leyenda en azur "Ave María Gratia Plena", representativa de los Mendozas. Por bordura trae, en azur, ocho fibres de lis, de oro, representativa de los de La Cerda. Al timbre, corona real, según corresponde al régimen monárquico legalmente constituido.
Informe sobre el escudo heráldico municipal de Durón

## Demografía
Durón cuenta con una población de 111 habitantes (INE 2024).
| Gráfica de evolución demográfica de Durón entre 1842 y 2021                                                         |
| |
| Población de derecho según los censos de población del INE Población de hecho según los censos de población del INE |

La evolución demográfica desde el siglo XIX es la siguiente:
| Censo | Población de hecho | Población de derecho | Hogares |
| ----- | ------------------ | -------------------- | ------- |
| 1842  | ...                | 479                  | 149     |
| 1857  | 464                | ...                  | 132     |
| 1860  | 426                | ...                  | 136     |
| 1877  | 449                | 426                  | 131     |
| 1887  | 424                | 449                  | 151     |
| 1897  | 417                | 424                  | 143     |
| 1900  | 502                | 417                  | 150     |
| 1910  | 428                | 422                  | 119     |
| 1920  | 461                | 441                  | 135     |
| 1930  | 417                | 460                  | 115     |
| 1940  | 431                | 438                  | 114     |
| 1950  | 394                | 427                  | 123     |
| 1960  | 272                | 342                  | 89      |
| 1970  | 131                | 139                  | 46      |
| 1981  | 87                 | 90                   | 39      |
| 1991  | 125                | 117                  | 49      |
| 2001  | ...                | 141                  | 62      |
| 2011  | ...                | 118                  | 65      |

## Administración
| Periodo   | Nombre                       | Partido |
| --------- | ---------------------------- | ------- |
| 1991-1995 | Bernardino Nieto Sacristán   |         |
| 1995-1999 | Bernardino Nieto Sacristán   |         |
| 1999-2003 | Bernardino Nieto Sacristán   |         |
| 2003-2007 | Bernardino Nieto Sacristán   |         |
| 2007-2011 | Félix Javier Colmenero Plaza |         |
| 2011-2015 | Félix Javier Colmenero Plaza |         |
| 2015-2019 | Juan Ramírez García          | PP      |

### Evolución de la deuda viva
El concepto de deuda viva contempla solo las deudas con cajas y bancos relativas a créditos financieros, valores de renta fija y préstamos o créditos transferidos a terceros, excluyéndose, por tanto, la deuda comercial.
| Gráfica de evolución de la deuda viva del ayuntamiento entre 2008 y 2014                             |
| |
| Deuda viva del ayuntamiento en miles de Euros según datos del Ministerio de Hacienda y Ad. Públicas. |

La deuda viva municipal por habitante en 2014 ascendía a 202,65 €.